# Arhieparhia de Făgăraș și Alba Iulia

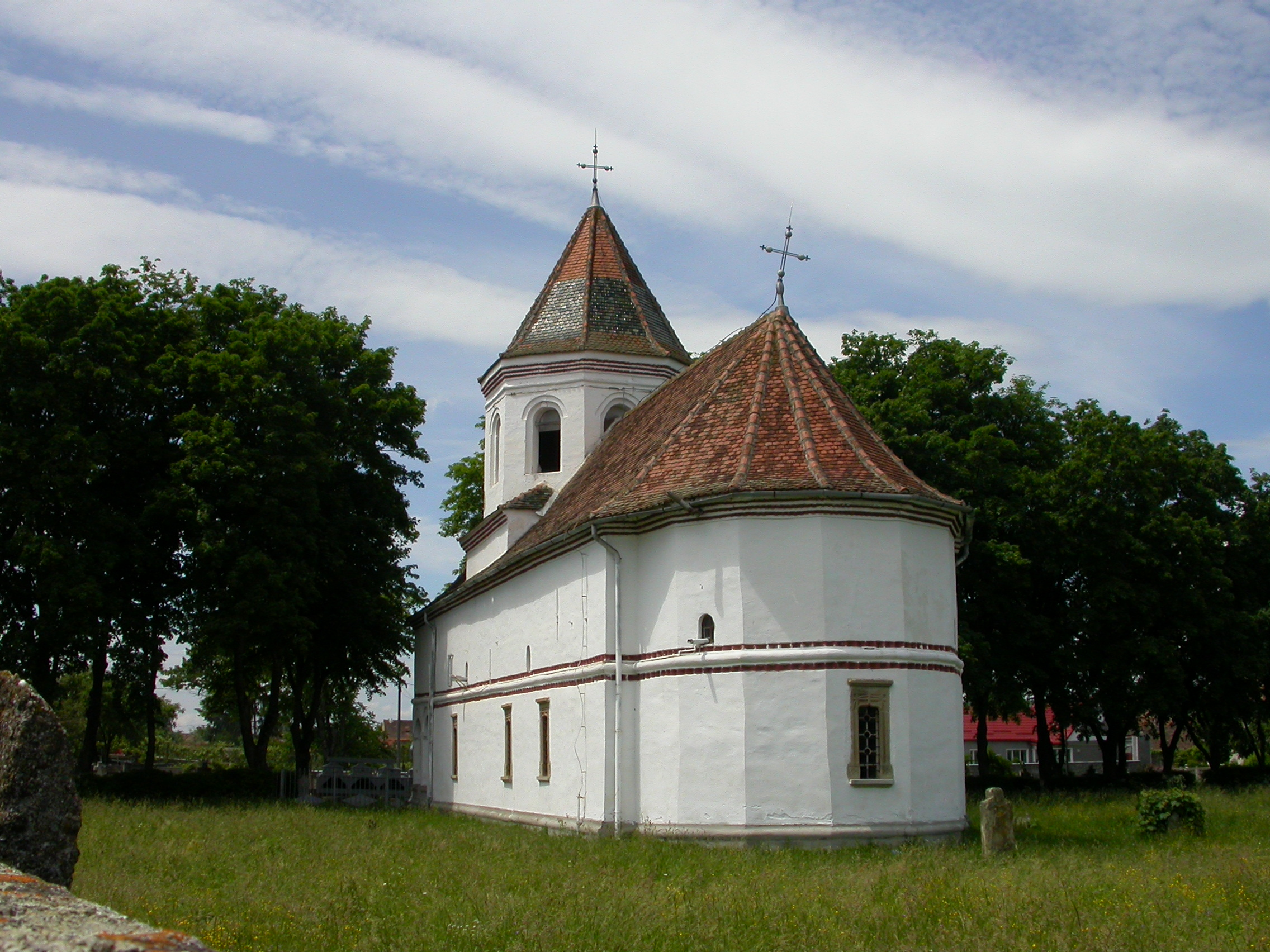
Biserica Sf. Nicolae din Făgăraș, prima catedrală română unită

Arhieparhia de Făgăraș și Alba Iulia (în latină Archidioecesis Fagarasiensis et Albae Iuliensis Romenorum) este cea mai mare eparhie a Bisericii Române Unite, atât ca suprafață geografică, cât și ca număr de credincioși. Eparhia de Făgăraș, înființată în 1721, a fost ridicată la rangul de arhieparhie în data de 16 noiembrie 1854, cu Eparhia de Oradea Mare, Eparhia de Gherla și Eparhia de Lugoj ca episcopii sufragane (subordonate).
Primul episcop de Făgăraș a fost Ioan Giurgiu, iar primul arhiepiscop și mitropolit de Făgăraș și Alba Iulia a fost Alexandru Sterca-Șuluțiu. Episcopul Inocențiu Micu a mutat sediul episcopal de la Făgăraș la Blaj, printr-un schimb de proprietăți efectuat în anul 1737.
Catedrala Sfânta Treime din Blaj a fost sfințită în anul 1754 de episcopul Petru Pavel Aron, fondatorul primei școli elementare cu predare în limba română din toate timpurile („școala de obște”).
Din 1994 la conducerea arhieparhiei se află arhiepiscopul-mitropolit Lucian Mureșan (cardinal din 2012).

## Scurt istoric

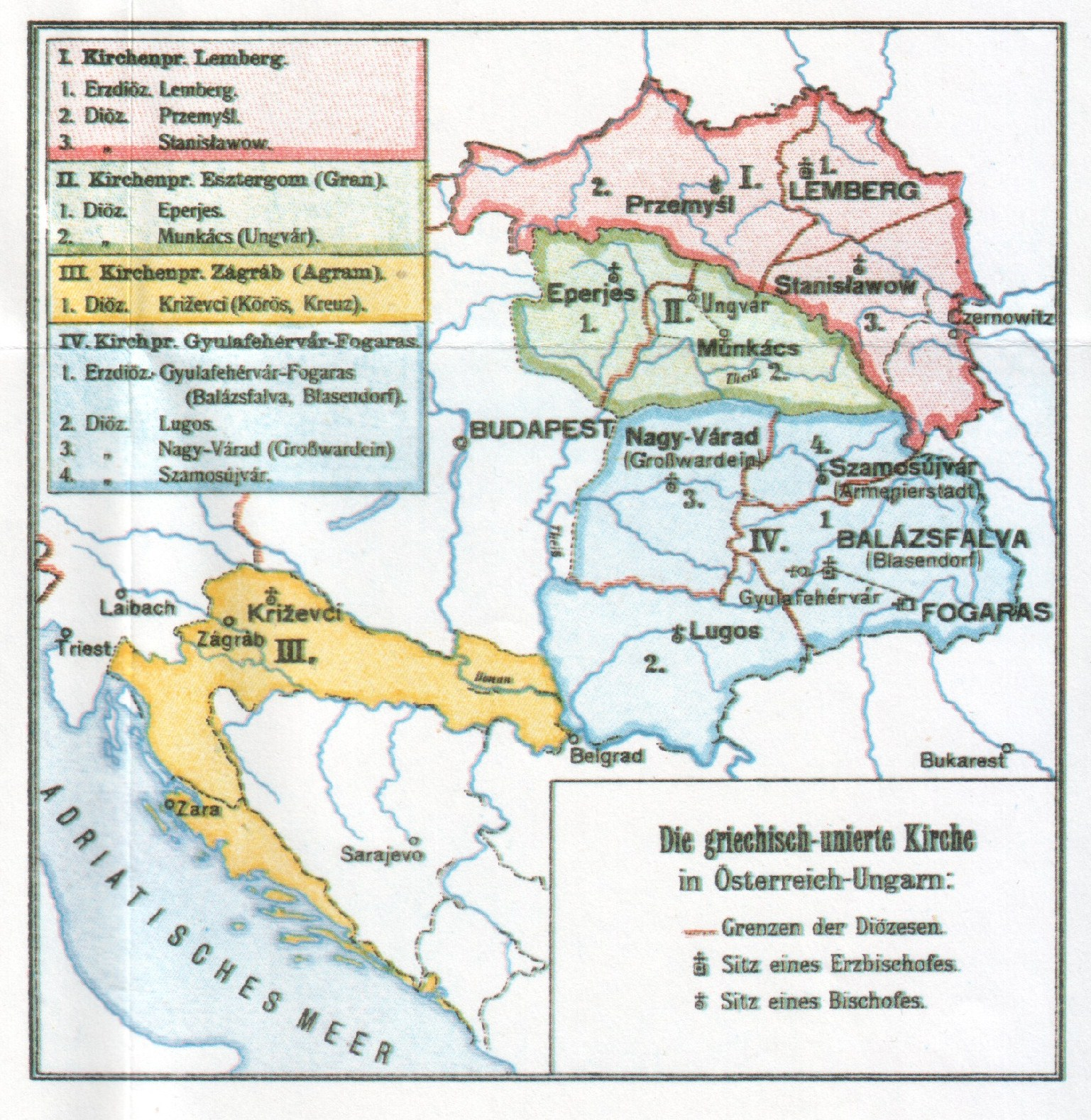
Provincia mitropolitană de Făgăraș și Alba Iulia în anul 1909 (albastru): 1. Arhiepiscopia de Făgăraș și Alba Iulia (cu sediul la Blaj), 2. Episcopia de Lugoj, 3. Episcopia de Oradea Mare și 4. Episcopia de Gherla.

Împărțirea administrativă a Bisericii Greco-Catolice

În 27 martie 1697 a avut loc unirea Mitropoliei ortodoxe a românilor din Transilvania cu Biserica Romei. La 18 mai 1721, prin bula Rationi Congruit, a fost înființată canonic Eparhia Făgărașului. Astfel vechiul sediu eparhial a fost mutat din Alba Iulia la Făgăraș. 
La 26 noiembrie 1853, prin bula Ecclesiam Christi, papa Pius al IX-lea a restaurat Mitropolia de Alba Iulia și Făgăraș, înființând și două eparhii noi (de Gherla și de Lugoj). Eparhia de Făgăraș a fost ridicată în acel an la rangul de arhieparhie, devenind Arhiepiscopia de Făgăraș și Alba Iulia. 
Scaunul arhiepiscopal de Făgăraș și Alba Iulia a fost ridicat de papa Benedict al XVI-lea la rangul de scaun arhiepiscopal-major în 17 decembrie 2005. Arhiepiscopul de Făgăraș și Alba Iulia se numără astfel între cei patru arhiepiscopi majori ai Bisericii Catolice.
Au păstorit această eparhie:
- (1697-1713) - Atanasie Anghel, episcop
- (1715-1727) - Ioan Giurgiu Patachi, episcop
- (1728-1751) - Inocențiu Micu-Klein, episcop
- (1752-1764) - Petru Pavel Aron, episcop
- (1765-1772) - Atanasie Rednic, episcop
- (1772-1782) - Grigore Maior, episcop
- (1783-1830) - Ioan Bob, episcop
- (1832-1850) - Ioan Lemeni, episcop
- (1850-1867) - Alexandru Șterca Șuluțiu, arhiepiscop-mitropolit
- (1868-1892) - Ioan Vancea, arhiepiscop-mitropolit
- (1893-1918) - Victor Mihaly de Apșa, arhiepiscop-mitropolit
- (1920-1936) - Vasile Suciu, arhiepiscop-mitropolit
- (1936-1941) - Alexandru Nicolescu, arhiepiscop-mitropolit
- (1941-1947) - Valeriu Traian Frențiu, episcop, administrator apostolic
- (1947-1953) - Ioan Suciu, episcop, administrator apostolic
- (1986-1993) - Alexandru Todea, arhiepiscop-mitropolit, cardinal din 1991
- (1993-1994) - George Guțiu, arhiepiscop ad-personam, administrator apostolic
- (1994-prezent) - Lucian Mureșan, arhiepiscop-mitropolit, arhiepiscop-major din 2005, cardinal din 2012

## Date statistice
- Preoți: 647 în 1948, 189 în 1999, 197 în 2000, 210 în 2001, 222 în 2002, 219 în 2003, 215 în 2004
- Călugări/călugărițe: 240 aproximativ în 2000
- Credincioși:în anul 1948 eparhia avea 412.486 credincioși, în 1999 aproximativ 362.000, între 2000-2002 aproximativ 360.000 credincioși, în 2003 aproximativ 358.000 iar în 2004 aproximativ 350.000
- Parohii: în 1948 erau 606, în 2004 numarul parohiilor era de 187